# Obrona twierdzy brzeskiej (1941)

Plan twierdzy w czerwcu 1941 roku.
Umocnienia:
1. Kobryńskie,
2. Wołyńskie,
3. Terespolskie.

Obrona twierdzy brzeskiej – bitwa stoczona w dniach 22–29 czerwca 1941 roku przez Wehrmacht przeciw wojskom Armii Czerwonej w czasie ataku Niemiec na ZSRR. Opór obrońców trwał dłużej, niż Niemcy to przewidywali i stał się jednym z symboli oporu w czasie II wojny światowej.

## Kontekst
Po zajęciu Polski, postanowieniami paktu Ribbentrop-Mołotow i traktatu o „granicach i przyjaźni” między III Rzeszą a ZSRR oraz radziecko-niemiecką umową handlową podpisaną w 1940 roku w zamian za obojętność wobec działań III Rzeszy, Związek Radziecki był zobowiązany dostarczać dużą ilość towarów do Niemiec, głównie żywności i surowców strategicznych. Ponieważ tak w Niemczech, jak i w Polsce standardowy rozstaw szyn wynosił 1435 mm, a w ZSRR w dalszym ciągu pochodzący jeszcze z carskiej Rosji rozstaw 1524 mm, Niemcy były zmuszone zbudować dwa specjalne terminale przeładunkowe na granicy niemiecko-radzieckiej. Jeden z nich zbudowano w Małaszewiczach na linii kolejowej Berlin – Warszawa – Mińsk – Moskwa, gdzie kierowano ruch kolejowy na trasy: rzeka Bug – Brześć – Orsza – Moskwa oraz rzeka Bug – Brześć – Donieck. Drugi został zbudowany w Przemyślu. Naturalnie, te dwa terminale zostały również kluczowymi centrami kolejowymi, wraz z rozpoczęciem operacji „Barbarossa”.
Do zdobycia mostów kolejowego i drogowego na Bugu oraz stacji kolejowej w Brześciu doszło przez zaskoczenie. Przebrani za radzieckich pograniczników brandenburczycy wjechali na stację kolejową w Brześciu w zwartej kolumnie, a następnie pojechali do mostów, gdzie dokonali „zmiany warty”.
Miasto Brześć padło już 22 czerwca o godzinie 7:00 rano. Sama twierdza broniła się, nie mogąc jednak odbić miasta ze względu na ograniczoną liczebność załogi.

## Siły obu stron
Przed rozpoczęciem się agresji III Rzeszy na ZSRR w twierdzy brzeskiej stacjonowało 7 batalionów piechoty, 1 batalion rozpoznawczy, artyleria, części wojsk pogranicza, części 42 Dywizji Strzeleckiej wchodzącej w skład 28 Korpusu Strzeleckiego i 4 Armii, ponadto części 33 Pułku Inżynieryjnego, części 132. batalionu konwojowego NKWD oraz sztaby. Łącznie siły radzieckie liczyły 7–8 tysięcy ludzi, nie licząc znajdującej się na terenie twierdzy grupy około 300 członków rodzin żołnierzy.
Niemcy do zajęcia twierdzy przeznaczyli około 17 tysięcy żołnierzy – 45 Dywizję Piechoty, a także artylerię sąsiednich zgrupowań (31. i 34 Dywizji Piechoty) z XII Korpusu Armijnego 4 Armii.
Niemiecki plan zakładał zdobycie twierdzy w czasie najwyżej 12 godzin.

## Oblężenie

### Szturm
22 czerwca o 3:15 Niemcy nakryli twierdzę ogniem artyleryjskim, co wprawiło jej obrońców w popłoch. Ostrzał zniszczył między innymi składy, wodociągi i zadał ciężkie straty w ludziach. O 3:45 rozpoczął się szturm. Armia Czerwona nie zdołała utworzyć zwartej obrony i ta polegała na nieskoordynowanych próbach utrzymania izolowanych punktów. Największy opór żołnierze Armii Czerwonej stawiali w umocnieniach Terespolskim i Kobryńskim, najsłabiej – na Wołyńskim, gdzie znajdował się głównie szpital. Około godziny 9:00 połowie obrońców udało się wyrwać z twierdzy. Niemcy zamknąwszy pierścień okrążenia, przypuścili atak na cytadelę. Zdobycie górującego nad twierdzą budynku „klubu” (dawnej cerkwi św. Mikołaja) sprawiło, że uzyskali oni znaczącą przewagę nad pozostałymi w twierdzy żołnierzami Armii Czerwonej. Nie trwała jednak ona długo – oddziały radzieckie przeszły do kontrataku, odbijając „klub” i częściowo wypierając z twierdzy Niemców. Pozostali w niej Niemcy zajęli pozycje obronne, gdyż cel walki został zrealizowany – brzeski węzeł kolejowy został uruchomiony, a zablokowani wewnątrz twierdzy żołnierze Armii Czerwonej nie byli w stanie zagrozić niemieckim liniom komunikacyjnym.

### Obrona
Pod wieczór 24 czerwca, Niemcy zajęli umocnienia Wołyńskie i Terespolskie, wypierając stamtąd Armię Czerwoną, która broniła się już tylko w Umocnieniu Kobryńskim i cytadeli. Dopiero wówczas Armii czerwonej udało się skoordynować swoje działania – odbyła się narada oficerów. W jej trakcie kapitan Iwan Zubaczow wystąpił przeciw koncepcji opuszczenia twierdzy, optując za dalszą obroną, w celu niedopuszczenia do sytuacji, że w razie radzieckiej kontrofensywy twierdzę trzeba będzie odbijać z rąk Niemców. Jego argumenty zostały przyjęte, dokonano więc reorganizacji obrony i powołano sztab, z wybranym na dowódcę obrony Zubaczowem na czele. Do pomocy przydzielono mu komisarza politycznego Jefima Fomina.
26 czerwca zorganizowano jednak próbę wymknięcia się z okrążenia poprzez przebicie się z Umocnienia Kobryńskiego. Próba okazała się całkowicie nieudana – z grupy dokonującej tej próby uszło z życiem jedynie 13 żołnierzy, z których wszyscy dostali się do niewoli. Pozostali przy życiu obrońcy Umocnienia Kobryńskiego przeszli do Fortu Wschodniego.
W dniu 29 czerwca po dwóch silnych atakach powietrznych skapitulował Fort Wschodni. Niemcy wzięli do niewoli dowódców obrony. Fomin, jako komisarz polityczny i Żyd, wydany przez jednego z żołnierzy, został natychmiast rozstrzelany. Na tym zakończyła się zorganizowana obrona twierdzy. W związku z tym niemiecka 45. Dywizja Piechoty już 2 lipca opuściła Brześć.
Według rosyjskich źródeł istniało jeszcze wiele izolowanych skupisk obrony małych jednostek, a nawet pojedynczych osób, które ukrywały się w ruinach i kazamatach. Pewnej liczbie obrońców udało się nawet po pewnym czasie opuścić twierdzę i przedostać do partyzantki. Pozostali ukrywali się jeszcze wiele dni. Major Piotr Gawriłow dostał się do niewoli dopiero 23 lipca. Wersji tej nie potwierdzają dokumenty niemieckie, z których wynika, że po upadku Fortu Wschodniego żadne zorganizowane działania bojowe na terenie twierdzy nie były prowadzone, a po 27 czerwca nie zginął już w twierdzy żaden niemiecki żołnierz.
| Data                            | Zabici w Twierdzy | Zmarli w szpitalach od ran odniesionych podczas walk w Twierdzy | Łącznie |
| ------------------------------- | ----------------- | --------------------------------------------------------------- | ------- |
| 22 czerwca 1941                 | 279               | 0                                                               | 279     |
| 23 czerwca 1941                 | 23                | 12                                                              | 35      |
| 24 czerwca 1941                 | 52                | 4                                                               | 56      |
| 25 czerwca 1941                 | 15                | 4                                                               | 19      |
| 26 czerwca 1941 (Fort Wschodni) | 6                 | 6                                                               | 12      |
| 27 czerwca 1941                 | 1                 | 5                                                               | 6       |
| 28 czerwca 1941                 | 0                 | 3                                                               | 3       |
| 29 czerwca 1941                 | 0                 | 1                                                               | 1       |

## Pamięć i propaganda

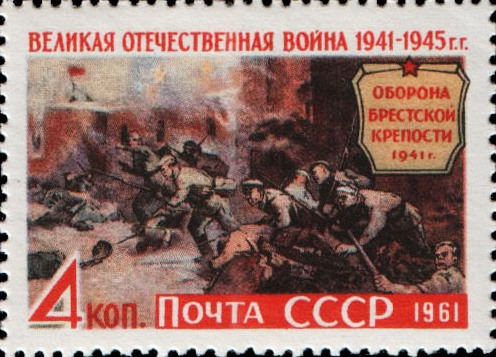
Znaczek Poczty ZSRR z 1961 roku upamiętniający obrońców twierdzy brzeskiej

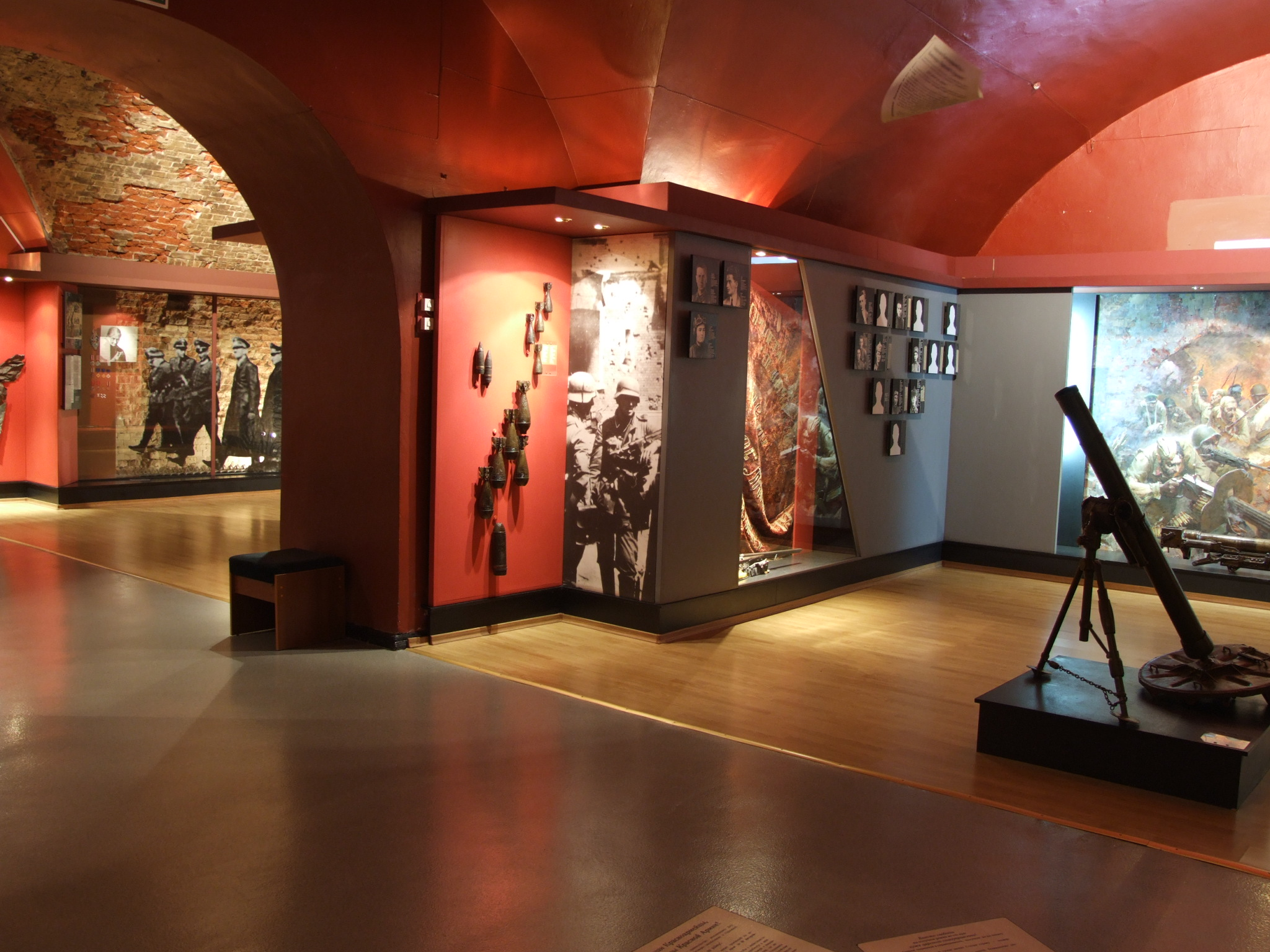
Muzeum obrony twierdzy, znajdujące się obecnie w jej murach

Pierwszy raz o obronie twierdzy miało stać się głośno po 1942 roku, kiedy Sowieci przejęli pod Orłem dokumentację sztabu wojsk niemieckich. W końcu lat 40. XX wieku w gazetach pojawiły się pierwsze artykuły na ten temat, oparte na niesprawdzonych informacjach. W okresie powojennym, w ZSRR narodził się swoisty kult oborony Briestskoj krieposti, który w świadomości Rosjan nabrał takiego samego wymiaru jak obrona Westerplatte w Polsce.
Twierdza została zneutralizowana już w porannych godzinach pierwszego dnia wojny, a jej teren został zajęty 30 czerwca. Później oddziały niemieckie tropiły i likwidowały ukrywających się żołnierzy Armii Czerwonej. Wielka Encyklopedia Radziecka napisała o tym, że przez miesiąc bohaterowie twierdzy brzeskiej zatrzymywali postępy całej niemieckiej dywizji, pomimo że faktycznie ciężkie walki trwały tylko w dniach od 22 do 24 czerwca, a po tej dacie do 26 czerwca broniły się tylko odosobnione punkty oporu (z wyjątkiem Fortu Wschodniego). Ostatni żołnierz niemiecki w walce o twierdzę zginął 27 czerwca.
W 1951 roku Piotr Kriwonogow namalował obraz, Obrońcy twierdzy brzeskiej. Wiedzę o obronie twierdzy rozpowszechnili: historyk Siergiej Smirnow i pisarz Konstantin Simonow. Smirnow za książkę o obronie twierdzy, wydaną po raz pierwszy w 1956 roku, otrzymał w 1965 roku Nagrodę Leninowską. Miejską legendę o ostatnim obrońcy twierdzy schwytanym dopiero w kwietniu 1942, któremu Niemcy, gdy szedł do niewoli oddawali honory, ożywił w 1974 na kartach swej powieści pt. W ewidencji nie figuruje Borys Wasiliew. W monumentalnej epopei filmowej pt. Bitwa o Moskwę z 1985, obrona twierdzy brzeskiej zajmuje czołowe miejsce, sprawiając wrażenie, że była najważniejszym polem walki w trakcie operacji „Barbarossa” (o blisko trzymiesięcznej operacji ofensywno-obronnej pomiędzy lipcem a wrześniem 1941 roku, w rezultacie której Armia Czerwona straciła w okrążeniu około 600 tysięcy żołnierzy oraz Kijów wraz z całą prawobrzeżną Ukrainą, w filmie zmieszczono ledwie kilkuzdaniowy komentarz lektora).
8 maja 1965 roku twierdzy nadano tytuł twierdzy-bohatera.
Warto odnotować, że przy nagłaśnianiu obrony twierdzy w 1941 roku, temat obrony przez Polaków w 1939 roku długo pozostawał nieznany.